# MBB 람피리데
MBB 람피리데(MBB Lampyridae)(라틴어로 반딧불이과를 뜻함)는 서독의 항공우주회사인 메서슈미트-뵐코프-블롬(Messerschmitt-Bölkow-Blohm. MBB)이 1980년대에 개발한 저탐지성 중거리 미사일전투기(MRMF)이다. 이 전투기 개발 프로그램은 양산기 생산 시도도 해보지 못한 채로 1987년에 끝이 났다.
서독은 이미 1975년부터 스텔스 항공기 분야를 다루는 연구를 진행했다. 1981년에 MBB에서 실현 가능한 스텔스 항공기 개발 작업에 돌입했다. 이러한 노력은 독일 공군이 체결한 계약에 따라 지원을 받았다. 중거리 미사일 전투기' (MRMF)라고도 일컫는 이 전투기는 근거리전을 수행할 필요가 없을 정도로 중거리전에서의 우세를 점할 수만 있다면 기체가 좀 더 가벼워지고 그 비용이 저렴해져도 된다고 여겼다. 람피리데는 록히드 사의 해브 블루(Have Blue) 기술실증기 및 후속기인 F-117 나이트호크 저탐지 공격기 (당시에는 1급 기밀 프로젝트로 분류됨) 등 다른 스텔스 항공기와는 다르게 독자 개발을 했음에도 미국의 저탐지달성 방식과 비슷한 구석이 있는 접근법을 두고 있다.
람피리데의 설계를 실현시킬 수 있다는 판단을 한 후, 개발 움직임은 3/4 크기(길이 12 m, 날개 폭 6 m)의 유인 항공기 한 대를 제작하는 것으로 흘러갔다. 1985년에는 천음속을 더한 설계를 검증하는 풍동 시험을 치루었다. 후년에는 풍동 안에서 승무원 여럿이 탑승한 채로 '비행'을 실시했는데, 그 동안 전투기 설계에 알맞는 고품질성 공기역학적 특성들을 기록했다. 1987년에 람피리데 프로젝트의 설계안과 그 존재가 미국 공군 (USAF) 장교단을 통해 미국에 퍼지게 되었는데, 당시 미 공군 장교들은 독일 바이에른주 오토브룬에 있는 MBB 제조 시설 내의 폐쇄 구역에 보관된 유인 견본기를 볼 수가 있었다. 동 해 람피리데 프로젝트는 특정하기 어려운 이유로 종결이 나게 된다. 이에 대해 독일을 향한 미국의 외교 압박이 작용한 것으로 풀이된다.

## 개발

### 배경
1970~80년대 즈음 저탐지성에 잠재된 전략적 가치를 인정한 일부 국가들이 군사 목적에 따라 실현시킬 수 있는 스텔스기를 개발하는 데 도움을 줄 기술들을 적용시킬 수 있는 연구를 시작했다. 이 시기 록히드 사에서는 기술 실증기인 해브 블루로 개발을 시작, F-117 나이트호크라는 스텔스 공격기 형태의 양산형으로 유종을 거두었다. 다른 국가들 사이에서는 그러한 일이 1975년 초 서독에서 일어났는데, 서독은 그 분야에 대한 독자 연구에 많은 노력을 하게 되었다.
1981년 독일 항공우주 제작사인 메서슈미트- 뵐코프-블롬(MBB)가 독자 스텔스 항공 연구 프로그램 작업을 실시했다. 이 프로그램은, 독일 공군이 발효한 계약 하에서 진행했다. 항공우주 발행물인 국제 비행(Flight International)에 따르면, MRMF 프로그램은 미래 전투기가 중거리전에서 공중우세를 점할 경우 더 이상 도그파이팅 식의 근접전을 할 필요가 없어지게 되어 좀 더 경량화되고 비용이 저렴해질 수 있다는 구상안에서 따온 것이 계기가 되었다. 그렇게 됨에 따라 MBB는 20~30dB 정도의 진동수(X밴드에서) 사이에 있을 전방향 레이더 반사 면적을 달성하는 데 적합한 구성을 갖추고 있는 동체를 개발할 것을 요구받았는데, 종래의 전투기가 보통 달성하는 정도보다 더 아래였다.
록히드 사만의 접근법이 해브 블루 기술실증기의 개발 및 F-117 나이트호크 생산 중에 적용되던 것과 유사한 방식으로, MBB의 설계 팀도 람피리데에서 다면체가 동체 바깥을 덮는 차원 해석을 동력으로 삼았다. 이 다각형들은 종래의 직각과 굴곡면들을 정교히 피해가는데, 양력이 예리한 앞전선(leading edge)에서 만들어진 난기류 체계를 통해 생성시켰다. 이러한 다간면적 외부 요소가 구상한 스텔스 전투기의 기반을 형성했다. MMB 전임 프로젝트 팀장인 게르하르트 로베르트(Gerhard Lobert) 박사의 주장에 F-117의 외부구조가 MBB의 설계와 비교해보면 레이더를 산란시키는 간면의 수가 두 배 이상이나 됨에도 람피리데의 설계가 레이더 가시성의 부분에서 보다 더 나은 저탐지성을 갖추었을 가능성이 높다 한다.

### 시험
이런 항공기 같은 경우에 적합한 설계를 개발하는 것에 있어 람피리데 프로그램의 개발 진척은 3/4 크기의 유인 모델의 제작으로 이어졌다. 이 모델은 처음에 일련의 풍동 시험을 거쳤다. 1985년 내내 진행한 이 테스트는 최소 두 가지 모델, 즉 1:3.5 크가의 저속형과 1:20 크기의 천음속형로 귀결된 것으로 알려져 있다. 로베르트(Lobert)에 따르면 풍동 시험에서 나온 이러한 결과가다면성 기체 설계에서 나타나는 초기 단점에도 불구하고 적합한 고품질의 공기역학 특성을 갖추도록 람피리데 설계를 실증시켰다 한다.
계속되는 설계 작업과 병행하여 MBB 사에서는 해당 항공기의 레이더 단면을 계산하는 자체 계산 방법을 개발했다. 이러한 사내 계산법은 람피리데의 설계를 미국의 F-117 나이트호크에서 이용할 수 있는 정보와 비교하는 데 쓰였던 것으로 알려져 있다. 항공기의 레이더 단면에 대한 추가 평가는 총 16 m 길이의 실물 모형을 사용하여 시행시켰다.
비행 시뮬레이터를 이용하여 준비 작업을 마친 후, 3/4 규모의 승무원 탑승형 모델은 1987년 내내 네덜란드의 플레폴란트(Flevoland), 에멜로트(Emmeloord)에 배치된 독일-네덜란드 풍동 내에서 최소 15회의 개별 '비행'을 수행한 것으로 알려져 있다. 이 테스트 과정에서 터널의 9.5 m2 테스트 구간 내에서 완전한 비행 주기가 시뮬레이션되었으며, 람피리데는 최대 220 km/h의 속도로 작동하고 모든 축에 걸쳐서 여러 가지 작은 진폭운동을 수행한 것으로 기록되었다.

### 프로젝트 종료와 그 여파
람피리데 프로그램은 1981년에서 1987년 사이에 계속해서 실험이 지속되었다. 그러나 1987년에 프로그램이 급작스럽게 취소되었으며, 그 이유는 밝혀지지 않았다, 당시 MBB 관계자나 서독 정부가 이 주제에 대한 입장을 발표하지 않았다. 항공기 전문지 '에비에이션 위크(Aviation Week)'는 최근 이 프로그램의 존재를 인지하고 경쟁 스텔스기가 결실을 맺기 위해 노력하는 것을 원치 않는 미국 측의 밀실 압력 전술이 프로젝트 종료에 핵심적인 역할을 했다고 분석했다.
1995년 초, MBB의 후신인 다임러-벤츠 항공우주사(DASA)는 이전에 극비였던 램피리다 프로그램 가운데 세부 내용을 공개하기로 결정했다. 람피리데의 프로그램 전체와 그 세부 내용은 대부분이 은폐된 채로 남아 있다. 람피리데의 레이더 신호와 그 실험의 세부 정보는 기밀에 부쳐져 있으나, 기체의 레이더 단면에 대한 목표 설정에는 도달한 것으로 알려져 있다.
독일 공군은 람피리데 프로그램 취소 뒤로는 결국 저시인성 항공기를 배치시키는 것에 관심을 두게 되었다. 특히 파나비아 토네이도 전투기(Panavia Tornado)의 후속 기종은 채 개발되지 않은 차세대 스텔스기(New Generation Fighter)로 알려졌으나 토네이도나 유로파이터 타이푼 다목적전투기처럼 다국적 프로그램으로 개발할 가능성이 다분할 것으로 알려졌다.

## 후속
DASA는 람피리데 프로그램의 결과를 이용해 TDEFS Technology Demonstrator for Enhancement and Future Systems라는 보다 성숙하고 실용적인 스텔스 설계 연구를 하기로 결정했다. 소형 고속 풍동 모델은 FTT Fliegender Technologie – Träger(비행 기술 플랫폼)이라 불렸고 무인 방식의 FTTU도 있었다. 이 실증기는 람피리데의 간면 스텔스 기술과 새로이 개발한 레이더 흡수재를 결합했을 뿐만 아니라 X-31의 FBW 및 추력편향 기술도 합쳐져 있었다. 이런 기술 중 일부는 원래 유로파이터 타이푼의 상향 개발에 들어갈 예정이었다. 그러나 단순 간면 스텔스 기술이 1990년대부터 한물 가기 시작해버렸고 , 아마도 이것이 프로그램 종료 결정에 기여한 것으로 추정된다.

## 전시 중인 항공기

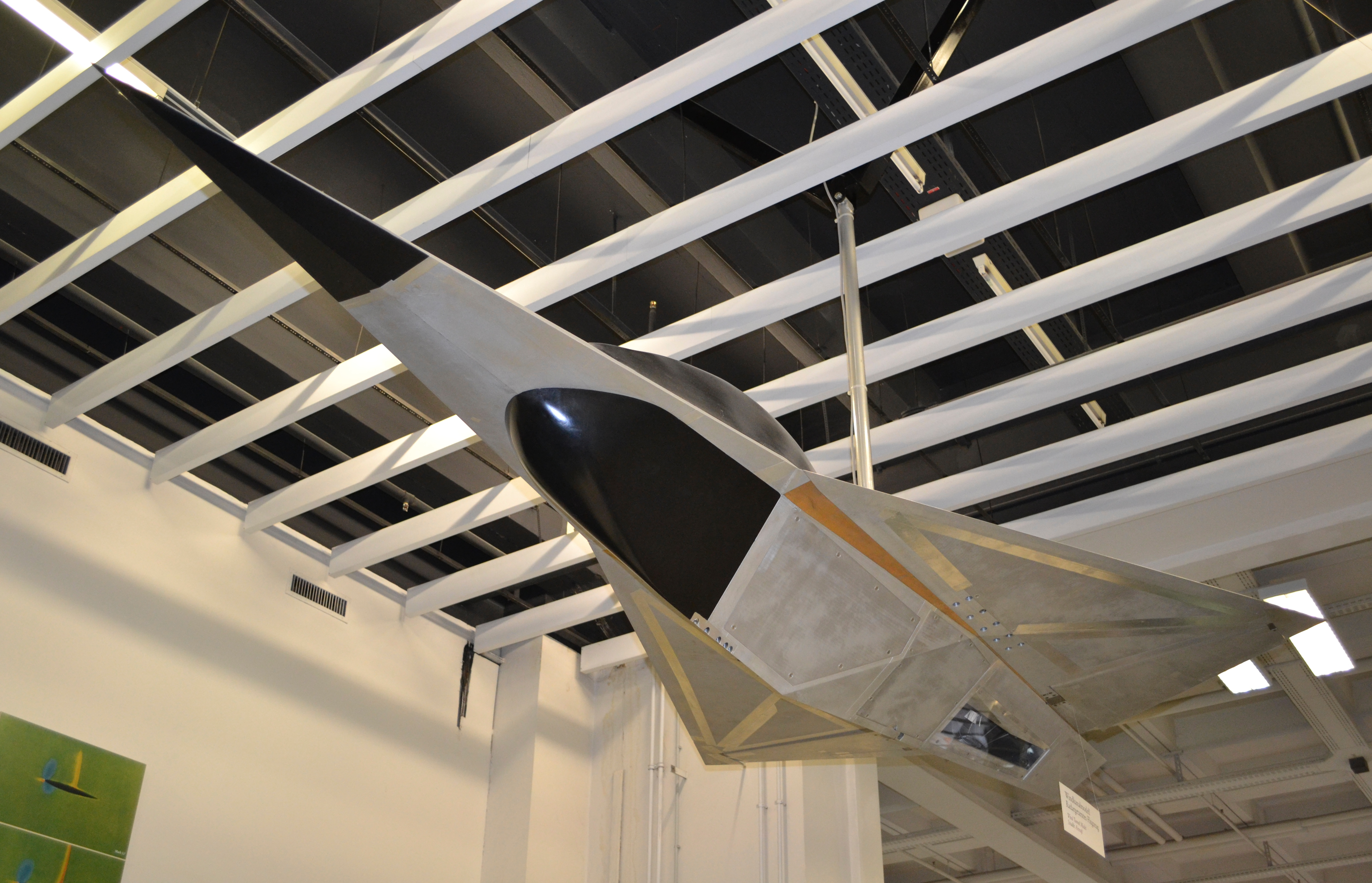
매달려 있는 람피리데

- 1999년에 생존한 람피리데 스텔스 실증기는 독일의 플루크플라츠 베를린-가토프 군대역사박물관(Militärhistorisches Museum Flugplatz Berlin-Gatow)에서 고정대 위에 전시되어 있다.[11]

## 같이 보기
- 스텔스기
- 록히드 해브 블루
- F-117 나이트 호크